# Forcett
Forcett est un village du Yorkshire du Nord, en Angleterre.
L'église St-Cuthbert est située au centre du village.